# Hôtel Cornavin
L'hôtel Cornavin est un hôtel de Suisse, situé à côté de la gare de Genève-Cornavin à Genève. Inauguré le 10 février, l'hôtel a ouvert ses portes le 16 février 1932

## Particularités
Cet hôtel est devenu célèbre grâce aux aventures de Tintin, dans l'album l'Affaire Tournesol, créé et dessiné par Hergé et publié en 1956. On retrouve actuellement des statues de Tintin et Milou dans l’entrée.
L'hôtel héberge également la plus grande horloge mécanique du monde qui, avec une longueur totale de 30 mètres, est suspendue entre le 9e étage et le rez-de-chaussée du bâtiment.
Dans le chapitre Vritti du livre Yoga, Emmanuel Carrère relate une scène d'amour très particulière qu'il a vécu dans l'hôtel Cornavin.
Dans l'album Huit heures à Berlin (29ème tome de Blake et Mortimer), le capitaine Blake doit aussi se rendre à l'hôtel Cornavin, mais il est poursuivi en voiture et finit dans le lac Léman.